# Толбузины
Толбузины (Талбузин, Талбызин) — древний дворянский род.
При подаче документов для внесения рода в Бархатную книгу, были предоставлены две родословные росписи: Алексеем (01 марта 1686) и Василием (26 марта 1686) Толбузиными.
Существуют две фамилии Толбузины:
1. Происходящая от удельного князя Фёдора Константиновича Меньшого фоминско-березуйской ветви Смоленских князей (Рюриковичи) (в ОГДР не внесены), который имел сына Фёдора Ивановича и внука Ивана Фёдоровича, которые князьями уже не писались. Род внесён в Бархатную книгу[3][4].
2. Родоначальник Фёдор Васильевич Толбузин — жалован поместьем от царя Михаила Фёдоровича в 1620 году (Герб. Часть VII, № 48.)[5].

Представители этого рода занесены в дворянскую родословную книгу Московской губернии.

## Происхождение и история рода
Потомство Толбузины, Рюриковичи, происходит от фоминского князя Константина Юрьевича. У его было три сына и все Фёдоры:
1. Князь Фёдор Константинович Большой по прозванию Красный — женат на дочери князя Фёдора Святославовича — Евпраксии Фёдоровне, после того, как великий князь Симеон Иванович Гордый, после свадьбы отказался от неё. Родоначальники родов: Травины, Скрябины, Осокины, Пырьевы, Вепревы и другие.
2. Князь Фёдор Константинович по прозванию Слепой — родоначальник дворянских родов Карповы, Долматовы-Карповы, Ложкины, Бокеевы.
3. Князь Фёдор Константинович Меньшой — родоначальник князей Козловские, дворянских родов Ржевские и Толбузины.

Князь Фёдор Константинович Меньшой имел детей: Василия Березуйского — родоначальник князей Козловские, Фёдора Фёдоровича Ржевского — родоначальник дворян Ржевские и Ивана Фёдоровича по прозванию Толбуга (Толбуза) — родоначальник дворян Толбузины, давший им фамилию. Ни он сам ни его потомки князьями уже не писались.
Потомки служили воеводами, стольниками, стряпчими и других придворных чинах при дворе великих князей и царей, имели обширные поместья, пожалованные им за верную службу, в различных губерниях России, многие представители рода числились в московских дворянах.
Наиболее известным представителем рода Толбузиных в конце XV века был  Семён Иванович Толбузин — один из многочисленных праправнуков родоначальника рода Ивана Фёдоровича Толбуги.  24 июля 1474 г.  Семён Иванович Толбузин был послан царём в Венецию к дожу, вести переговоры о розыске и приглашении на Русь знаменитого архитектора Альберта (позднее — Аристотеля Фьораванти), «сведущего также в литье пушек и колоколов, чеканке монет». За баснословно высокое жалованье, назначенное архитектору, его удалось заинтересовать поездкой на Русь. Посольство в Рим Семёна Ивановича Толбузина увенчалось успехом. После этого в Москве и других городах развернулось активное строительство архитектурных сооружений, развилось литейное дело и чеканка монет.
В 1573 году опричником Ивана Грозного числился Андрей Гаврилович Толбузин.
В XVIII веке представители рода Толбузиных принимали деятельное участие в возведении на престол императрицы Елизаветы Петровны и дворцовом перевороте.

## Описание герба
«В щите, разделённом на двое, в правой части в золотом поле виден вылетающий одноглавый чёрный орёл. В левой половине, в красном поле крестообразно положены две серебряные шпаги, остроконечием вверх (изм. польский герб Пелец). Щит увенчан дворянскими шлемом и короною. Намёт на щите золотой и красный, подложенный красным и серебром».

## Известные представители
- Толбузин Василий Иванович Преснец — тринадцатый становщик в Колыванском походе (1540), четвёртый воевода третьего Большого полка в шведском походе (апрель 1549).
- Толбузин Михаил Андреевич — четвёртый воевода шестого Сторожевого полка в Казанском походе (1544), плыл по реке Волга в судовой рати, второй воевода десятого Передового полка в походе к Полоцку (сентябрь 1551).
- Толбузин Владимир Андреевич — стрелецкий голова, послан вторым в Казань (1544).
- Толбузины: Пётр Васильевич, Григорий Елчанинович и Лев Иванович — записаны во вторую статью московских детей боярских (1551).
- Толбузин Василий Фёдорович — в 1590 году голова при осаде Иван-города.
- Толбузин Сулеш —  в 1598 году губной староста.
- Толбузин Василий — воевода в Муроме (1609).
- Толбузин Андрей Салтанович — воевода в Можайске (1618).
- Толбузин Андрей Васильевич — второй воевода в Можайске (1618).
- Толбузин Андрей — воевода в Царёвосанчурске (1620).
- Толбузин Михаил Гурьевич — волоколамский городовой дворянин (1627—1629).
- Толбузин Яков Владимирович — мещевский городовой дворянин (1627—1629).
- Толбузин Василий Салтанович — московский дворянин (1627).
- Толбузин Андрей Ильич — московский дворянин (1627—1629), воевода в Путивле (1627—1629).
- Толбузин Василий Ильин — московский дворянин (1629).
- Толбузин Василий Игнатьевич — объезжий голова в Москве в Китай-городе (1633), шестой дворянин посольства в Польшу (1644).
- Толбузин Яков Владимирович — воевода в Крапивне (1636—1639).
- Толбузин Иван Васильевич — московский дворянин (1640).
- Толбузин Ларион Борисович — сын боярский, воевода в Нерчинске (1662—1668), третий воевода в Тюмени (1671), послан воеводою в Нерчинск, но умер по пути (1676).
- Толбузин Фадей Ларионович — сын боярский, воевода в Берёзове (1670-1672), назначен воеводою в Даурах (Албазин-Иркутск), умер по пути (1676).
- Толбузин Алексей Ларионович — сын боярский, воевода в Даурах (Албазин-Иркутск-Нерчинск) (1676—1686) (четыре раза).
- Толбузины: Никита Иванович, Еремей Яковлевич, Елисей Галахтионович, Василий и Богдан Михайловичи, Изот, Лаврентий, Григорий и Алексей Фёдоровичи, Матвей, Иван, Борис и Алексей Никитичи — московские дворяне (1676—1692).
- Толбузины: Яков Иванович, Фёдор Большой и Поликарп Богдановичи, Дмитрий Афанасьевич, Василий Григорьевич, Василий и Андрей Никитичи, Василий и Андрей Васильевичи, Алексей Васильевич — стряпчие (1636—1692)[7].